# Jim Stanek
Pour les articles homonymes, voir Stanek.
 (janvier 2024).
La mise en forme du texte ne suit pas les recommandations de Wikipédia : il faut le « wikifier ».
Les points d'amélioration suivants sont les cas les plus fréquents. Le détail des points à revoir est peut-être précisé sur la page de discussion.
- Les titres sont pré-formatés par le logiciel. Ils ne sont ni en capitales, ni en gras.
- Le texte ne doit pas être écrit en capitales (les noms de famille non plus), ni en gras, ni en italique, ni en « petit »…
- Le gras n'est utilisé que pour surligner le titre de l'article dans l'introduction, une seule fois.
- L'italique est rarement utilisé : mots en langue étrangère, titres d'œuvres, noms de bateaux, etc.
- Les citations ne sont pas en italique mais en corps de texte normal. Elles sont entourées par des guillemets français : « et ».
- Les listes à puces sont à éviter, des paragraphes rédigés étant largement préférés. Les tableaux sont à réserver à la présentation de données structurées (résultats, etc.).
- Les appels de note de bas de page (petits chiffres en exposant, introduits par l'outil «  Source ») sont à placer entre la fin de phrase et le point final[comme ça].
- Les liens internes (vers d'autres articles de Wikipédia) sont à choisir avec parcimonie. Créez des liens vers des articles approfondissant le sujet. Les termes génériques sans rapport avec le sujet sont à éviter, ainsi que les répétitions de liens vers un même terme.
- Les liens externes sont à placer uniquement dans une section « Liens externes », à la fin de l'article. Ces liens sont à choisir avec parcimonie suivant les règles définies. Si un lien sert de source à l'article, son insertion dans le texte est à faire par les notes de bas de page.
- La présentation des références doit suivre les conventions bibliographiques. Il est recommandé d'utiliser les modèles {{Ouvrage}}, {{Chapitre}}, {{Article}}, {{Lien web}} et/ou {{Bibliographie}}. Le mode d'édition visuel peut mettre en forme automatiquement les références.
- Insérer une infobox (cadre d'informations à droite) n'est pas obligatoire pour parachever la mise en page.

Pour une aide détaillée, merci de consulter Aide:Wikification.
Si vous pensez que ces points ont été résolus, vous pouvez retirer ce bandeau et améliorer la mise en forme d'un autre article.
James Stanek, né le 5 août 1971, est un acteur américain de théâtre, de cinéma et de télévision actif depuis 1996.

## Théâtre

### Broadway, Off-Broadway et en tournée
| Année     | Production                                         | Rôle                                             | Catégorie         |
| --------- | -------------------------------------------------- | ------------------------------------------------ | ----------------- |
| 1996      | Indiscretions                                      | Michael                                          | Broadway          |
| 1996      | A Funny Thing Happened on the Way to the Forum     | héros                                            | Broadway          |
| 1999      | Captain Courageous                                 | Dan                                              | Hors Broadway     |
| 2000      | Saturday Night                                     | chez Campbell, McDonald, Sorge                   | Hors Broadway     |
| 2001      | The Good Companions                                | Interprète                                       | Hors Broadway     |
| 2001      | Cyrano de Bergerac                                 | Interprète                                       | Hors Broadway     |
| 2003      | Oh, Boy!                                           | Jim                                              | Hors Broadway     |
| 2004      | Best Foot Forward                                  | Interprète                                       | Hors Broadway     |
| 2004      | The Rivals                                         | Valet de pied; chez Bob Acres, David, Fag        | Broadway          |
| 2005      | Little Women                                       | (en attente) Braxton, Laurie, M. Brooke, Rodrigo | Broadway          |
| 2005      | Slut                                               | Dan                                              | Hors Broadway     |
| 2006      | Jacques Brel Is Alive and Well and Living in Paris | Interprète                                       | Hors Broadway     |
| 2006      | Lestat                                             | Louis                                            | Broadway          |
| 2007      | Love You, You're Perfect, Now Change               | Interprète                                       | Hors Broadway     |
| 2007      | Frankenstein, A New Musical                        | Henri Clerval ; vous êtes Victor                 | Hors Broadway     |
| 2009      | The Story of My Life                               | Ensemble                                         | Broadway          |
| 2009      | Night Sky                                          | Interprète                                       | Hors Broadway     |
| 2010      | Jacques Brel Returns                               | Interprète                                       | Hors Broadway     |
| 2011      | Freud's Last Season                                | CS Lewis                                         | Hors Broadway     |
| 2011      | A Tree Grows in Brooklyn                           | Johnny                                           | Hors Broadway     |
| 2011      | Desperate Writers                                  | Interprète                                       | Hors Broadway     |
| 2013      | A Gentleman's Guide to Love and Murder             | Balançoire                                       | Broadway          |
| 2015      | Fun Home                                           | Bruce                                            | Broadway          |
| 2022-2023 | Into the Woods                                     | Intendant, Baker                                 | Broadway          |
| 2022-2023 | Into the Woods                                     | Intendant, Baker, Narrateur/Homme mystérieux     | Tournée nationale |

### Théâtre régional
- "Roman Holiday" (The Guthrie Theater [Minneapolis, MN])
- Ace (Signature Theatre)
- The Producers (North Shore Music Theatre)
- Carnival (Kennedy Center)
- Lestat (Curran Theatre)
- My Fair Lady (McCarter Theatre Center)
- The Threepenny Opera (Williamstown Theatre Festival)
- Damn Yankees (American Musical Theatre of San Jose)
- Chrysalis (Adirondack Theatre Festival)
- The Three Musketeers (American Musical Theatre of San Jose)
- Let's Face It (New York Historical Society)
- Thoroughly Modern Millie (La Jolla Playhouse)
- Purlie (Kennedy Center)
- Pippin (Bay Street Theatre)
- Mame (Pittsburgh Civic Light Opera)
- George M! (St. Louis MUNY)
- Into the Woods - The Baker (The Patchogue Theatre)

## Filmographie
| Année | Titre              | Rôle                             | Taper                | Remarques                  |
| ----- | ------------------ | -------------------------------- | -------------------- | -------------------------- |
| 1998  | Law & Order        | Greffier à la mise en accusation | Télévision           | un épisode                 |
| 1998  | The Adversaries    | Série Régulière                  | Téléfilm             | en tant que "James Stanek" |
| 2000  | Mary and Rhoda     | Guide touristique officiel       | Téléfilm             |                            |
| 2000  | Brooklyn Sonnet    | Jimmy O'Conner                   | Téléfilm             | en tant que "James Stanek" |
| 2001  | MisGuiding Light   | Floyd Boyd                       | Mini-série télévisée |                            |
| 2006  | Bella              | Henri                            | Film                 |                            |
| 2008  | Olive Garden       | Olive Garden                     | Commercial           |                            |
| 2010  | As the World Turns | Nathan Randall                   | Télévision           | un épisode                 |
| 2011  | No Matter What     | Berkeley                         | Film                 |                            |
| 2013  | The Good Wife      | Todd Koopman                     | Télévision           | un épisode                 |
| 2019  | Mr Robot           | Jason                            | Télévision           |                            |

## Discographie
- Kitty's Kisses (Original Studio Cast)
- Frankenstein (Original Off-Broadway Cast)
- Lestat (Original Broadway Cast)
- The 3hree Musketeers (Original American Cast)
- A Funny Thing Happened on the Way to the Forum (1996 Broadway Revival Cast)